# Volkshaus (Winterthur)
Das Volkshaus war ein von 1938 bis 2004 bestehendes Volkshaus in Winterthur, das auf dem heutigen Arch-Areal stand. Ursprünglich aus Arbeiterkreisen entstanden, wurde es über die Jahrzehnte auch von einem breiteren Publikum frequentiert. Der Hotelbetrieb figurierte dabei von 1977 bis zur Schliessung 1992 unter dem auch an der Fassade sichtbaren Namen Hotel Winterthur. Nach einer zwischenzeitlichen Nutzung als Asylzentrum durch die Stadt Winterthur wurde das Volkshaus 2004 trotz einer noch laufenden Intervention des Heimatschutzes abgerissen.

## Lage
Das Volkshausareal umfasste die östliche Hälfte des heutigen Einkaufszentrums Archhöfe, in der anderen Hälfte stand das Arch-Parkhaus. Das Areal mass 27 Meter entlang des Archplatzes, 70 Meter entlang der Meisenstrasse und 52 Meter entlang der Lagerhausstrasse.

## Architektur
Das Volkshaus war ein mehrteiliger Bau im Landistil nach Plänen des Architekten Hans Hofmann, der in Winterthur für etliche Bauten verantwortlich war. Dieser arbeitete damals mit Adolf Kellermüller zusammen, der jeweils die Ausführung übernahm.
Der Haupttrakt war ein 12 × 28,5 m grosser, vierstöckiger Kopfbau, in dem ein Restaurant und ein Hotel untergebracht waren. Der Hauptzugang zum Volkshaus erfolgte über eine 20 m lange, zur Technikumstrasse ausgerichtete, siebenstufige Treppe. Über diese gelangte man zu den gedeckten Vorhallen mit Zugang zum Restaurant, zum Garten und zu den Sälen. Das Restaurant bot Platz für 100 Gäste und einen Speisesaal für weitere 50 bis 60 Personen, das Gartenrestaurant war auf 200 bis 250 Gäste ausgerichtet. Der Eingang zum im gleichen Gebäude befindlichen Hotel und zu den Sekretariaten für die Arbeiterorganisationen erfolgte über die Meisenstrasse direkt in den vierstöckigen Haupttrakt des Volkshauses. Insgesamt wurden ursprünglich zehn Büroräume und ein Sitzungszimmer für verschiedene Gewerkschaften errichtet. Die darüberliegenden Stockwerke gehörten dem 20 Zimmer umfassenden Hotel. Weitere acht Zimmer wurden aufgrund des damals noch gültigen Hotelbauverbots zunächst als Angestelltenzimmer gebaut und erst später zu Hotelzimmern umfunktioniert.
Hinter dem Hoteltrakt befand sich ein 12 × 24 m grosser, zweistöckiger Küchentrakt. Dieser war damit mittig zum Saalbau ausgerichtet, der sich im rechten Winkel zum Küchentrakt ausgerichtet entlang der Lagerhausstrasse befand. Der Küchentrakt wurde 1971 um zwei Stockwerke zugunsten weiterer Hotelzimmer aufgestockt.
Der 36,5 × 22 m grosse Saalbau umfasste einen grossen und einen kleinen Saal, die voneinander abtrennbar waren. Der grosse Saal besass eine sieben Meter hohe Bühne mit den Massen von 14,6 × 8,5 m und zusätzlich eine über dem kleinen Saal liegende Galerie. Beide Säle zusammen fassten in Konzertbestuhlung 1000 bis 1500 Sitzplätze, wovon 200 Plätze sich im abtrennbaren kleinen Saal befanden. Zusätzlich befanden sich im Galeriebau drei Sitzungszimmer.
In den Untergeschossen befanden sich neben diversen Keller- und Lagerräumen unter anderem eine Kegelbahn sowie eine 15 × 15 m grosse Sporthalle für Sportvereine.

## Geschichte

### Entstehungsgeschichte
Als nach dem Ersten Weltkrieg die «Helvetia» als bisheriges Hauptlokal der Winterthurer Arbeiterschaft von der Wirtschaftsgenossenschaft aus wirtschaftlichen Gründen an die Stadt verkauft werden musste, wurde in Winterthur am 14. Juni 1919 die Volkshausgenossenschaft gegründet. Gründungspräsident war der damalige SP-Stadtrat Oskar Huber. Nachdem Verhandlungen mit der Stadt über die Umwandlung des Casinos als Volkshaus gescheitert waren, übernahm die Genossenschaft 1922 den Betrieb der «Helvetia».
Als in weiteren Städten zunehmend Volkshäuser gebaut wurden, wurde auch die Winterthurer Arbeiterschaft wieder aktiv. Einerseits wurde ab 1930 von der Winterthurer Arbeiterunion ein Volkshausfranken von allen ihr angeschlossenen Gewerkschaften erhoben, mit dem Ziel, Geld für ein Volkshaus zu sammeln und damit auch die Stadt um Unterstützung anfragen zu können. Diese trat der Volkshausgenossenschaft auf deren Anfrage einerseits den Bauplatz des Volkshauses ab und sprach anderseits einen Beitrag von 300'000 Fr. für die Volkshausgenossenschaft, den diese nach fünf Jahren erhalten sollte. Dieser Kredit wurde am 22. Juni 1930 in einer kommunalen Volksabstimmung genehmigt. Am denselben Tag kamen auch Vorlagen zum Umbau des Stadthauses für 700'000 Fr., für eine Verbesserung des Casinotheaters für 105'000 Fr. und einen Bauplatz im Stadtpark für die Saalbaugesellschaft für 300'000 Fr. zur Abstimmung, wobei der letztere Kredit nach einem Brand im Casinotheater für die Wiederinstandstellung desselben benötigt wurde.
Nach Annahme in der Volksabstimmung setzte die Volkshausgenossenschaft eine Baukommission ein und liess für das Volkshaus entsprechende Pläne und ein Raumprogramm erarbeiten, das im dritten Vorentwurf Kosten in der Höhe von 1'035'000 Fr. projektierte. Der Bau selbst wurde mit Baukosten von insgesamt 1'215'000 Fr. (heute wären dies inflationsbereinigt 9'498'529 Fr.) nochmals teurer. Diese Mehrkosten wurden durch den Bundesbeschluss über die Förderung der Arbeitsbeschaffung, der die damalige Arbeitslosigkeit bekämpfen sollte, abgefangen. Zusätzlich subventionierte der Bund den Bau mit 235'000 Fr., und weitere 58'750 Fr. kamen vom Kanton. Das Volkshaus wurde von April 1937 bis zum Sommer 1938 fertiggestellt und am 16. Juli 1938 offiziell eröffnet.
In den folgenden Jahrzehnten funktionierte der Betrieb des Volkshauses relativ reibungslos, jedoch wurde es über die Jahre hinweg immer mehr von der breiten Bevölkerung genutzt und war nicht mehr nur ein Haus der Arbeiterschaft.

### Erweiterungen in den 1970er-Jahren und Niedergang

Das Volkshaus als «Hotel Winterthur» (1988)

1971 wurde der mittig gelegene Küchentrakt in einem grösseren Ausbau um zwei Stockwerke aufgestockt und damit die Hotelkapazität von 20 auf 57 Zimmer erhöht. 1977 wurde das Volkshaus in «Hotel Winterthur» umbenannt, um damit für ausländische Gäste attraktiver zu sein, 1979 änderte auch die entsprechende Beschriftung an der Hausfassade. Beibehalten wurde jedoch der Name der Gastwirtschaft als «Restaurant Volkshaus». In den 1980er-Jahren war das Volkshaus gemessen an der Zahl der Übernachtungen der grösste Hotelbetrieb in Winterthur. 1982 kam es zu einer Totalsanierung des gesamten Restaurants, der Küche und der Hotelhalle. 1984 wurde der Name Volkshaus im lokalen Gebrauch wieder aktiviert, während das Hotel selbst weiter unter «Hotel Winterthur» firmierte.
In der zweiten Hälfte der 1980er-Jahre schlitterte das Volkshaus in eine wirtschaftliche Krise. Insbesondere der Hotelbetrieb war nicht mehr wirtschaftlich und bedurfte ebenfalls einer Sanierung, die von der Volkshausgenossenschaft ab 1987 geplant wurde. Das hierfür im April 1990 eingereichte Baugesuch verzögerte sich danach aufgrund denkmalschützerischer Abklärungen, und der Betrieb war trotz guter Umsatzzahlen aufgrund hoher Zinslasten defizitär. Dies führte 1991 zur Schliessung des Hotelbetriebs durch die Volkshausgenossenschaft.

### Erste Verkaufspläne und Zwischennutzung durch die Stadt Winterthur (1993–2002)
Gegen die nach der Schliessung erteilte Baubewilligung für einen 20 Millionen Franken teuren Neubau des Saaltrakts durch einen sechsstöckigen Bürobau und der damit zusammenhängenden Entlassung aus dem Denkmalschutzinventar legte der Zürcher Heimatschutz 1992 Rekurs ein, da das von Hofmann entworfene Gebäude einer von zwei bedeutenden «Schlüsselbauten» im Landistil sei. Den Rekurs zog der Heimatschutz zwar aufgrund der prekären finanziellen Lage der Volkshausgenossenschaft zurück, da diese einen Verkauf des Gebäudes vorsah, jedoch betonte die Organisation weiterhin die Schutzwürdigkeit der Anlage.
Zum Verkauf kam es nicht, da noch im selben Jahr der Stadtrat dann das Weiterbestehen des Volkshauses sicherte, sich ab 1991 in einem Teil im Gebäude einmietete und dieses als Asylunterkunft nutzte. Hiermit wurden auch die Sanierungspläne wieder begraben, und der Stadtrat sicherte sich ein Vorkaufsrecht für das Areal über maximal 8,4 Mio. Fr. Ab 1998 wurde die Stadt mit der Asylunterkunft dann Alleinmieterin des Volkshauses.

### Verkauf und Abriss (2000–2004)

Das im Abbruch befindliche Volkshaus (Februar 2005)

Als die Zahlen der Asylsuchenden zurückgingen, kündigte die Stadt im Jahr 2000 den Mietvertrag per Frühling 2002, sodass eine neue Lösung für das Volkshaus gefunden werden musste. Die Volkshausgenossenschaft reagierte darauf Ende 2000 und schrieb das Volkshaus erneut zum Verkauf aus. Der Stadtrat selbst hatte dabei zunächst kein Interesse, das Areal zu kaufen. Als auch weitere Möglichkeiten im Zusammenhang mit einer Erweiterung der Hochschule oder einer Übernahme durch die römisch-katholische Synode für die Paulus-Akademie scheiterten, wurde das Volkshaus im Herbst 2003 trotzdem durch die Stadt selbst zusammen mit der Halter Generalunternehmung gekauft.
Nach dem Kauf trieb der Stadtrat auch unter Begründung einer möglichen Nutzung des Areals durch «Globus» den Abriss des Volkshauses voran. FDP-Stadtrat Reinhard Stahel begründete dies mit dem schlechten baulichen Zustand sowie der inzwischen fehlenden gesellschaftlichen Bedeutung des Volkshauses. Am 26. September 2004 stimmte die Winterthurer Bevölkerung mit 68,1 Prozent Ja-Stimmen dem Verkauf des Volkshauses sowie des Arch-Parkhauses an die Halter Generalunternehmung zu.
Gegen den geplanten Abriss legte der Heimatschutz erneut Rekurs ein. Auch ein im Zusammenhang mit den Verkaufsverhandlungen mit der Paulus-Akademie erstelltes Gutachten war zum Schluss gekommen, dass man alles an den Erhalt des Volkshauses setzen sollte. Dennoch weigerte sich der Stadtrat, eine Neubeurteilung des Denkmalschutzstatus vorzunehmen. Er strebte stattdessen eine Überbauung des Gebiets zusammen mit dem Abbruch des benachbarten Arch-Parkhauses an. Trotz dem laufenden Rekursverfahren erteilte in der Folge die städtische Baupolizei im November 2004 dem eigenen Stadtrat die Abbruchbewilligung, worauf die Stadt umgehend mit dem Abbruch begann. Noch während des Abbruchs schritt dann die hierfür zuständige Baurekurskommission IV ein und ordnete einen unmittelbaren Abbruchstopp an. Da jedoch durch diese durch den Heimatschutz als «Wildwest-Verfahren» kritisierte Abbruchaktion bereits zu viel historische Substanz zerstört worden war, sah sich der Heimatschutz letztlich zu einem Rückzug seines Rekurses gezwungen, wodurch das Schicksal des Volkshauses besiegelt wurde.

## Nachfolge

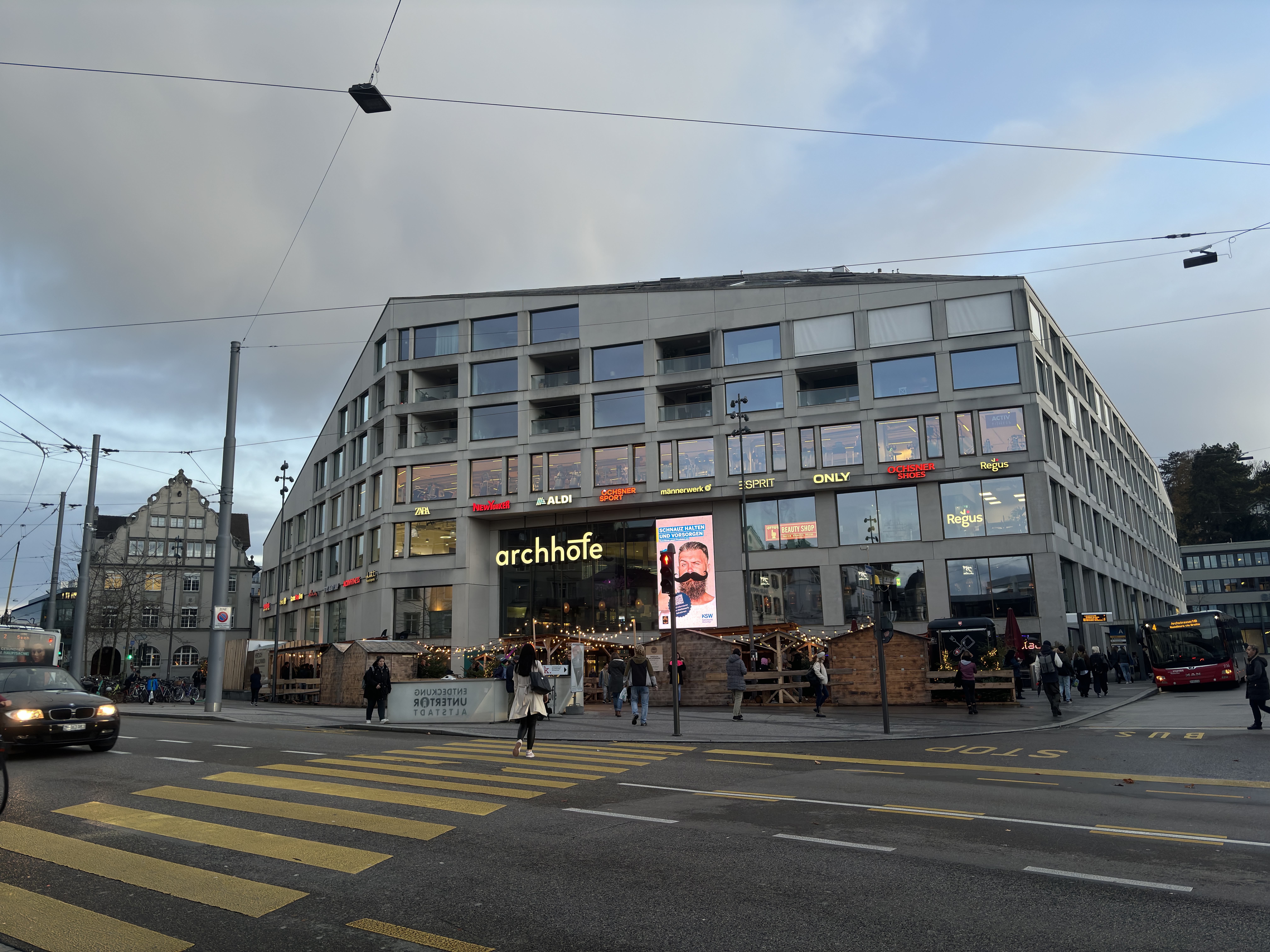
Das Einkaufszentrum «Archhöfe», das heute anstelle des Volkshauses und des Arch-Parkhauses steht

Aus dem ursprünglich bei der Abstimmung vom 26. September 2004 versprochenen Einkaufszentrum mit «Globus» als Hauptmieter wurde nichts, da dieser kurz danach wieder ausstieg. Daher beschloss der Stadtrat im Dezember 2006 zunächst wieder, das Areal selbst zu nutzen für einen geplanten Neubau für die städtische Verwaltung. Diese Idee wurde jedoch vom städtischen Souverän in einer Volksabstimmung verworfen. Daher ging der Lead bei der Überbauung wieder an die Halter Unternehmung über, und sechs Jahre nach dem Abriss begann im Herbst 2010 die Überbauung des Areals mit den sogenannten «Archhöfen», nun mit dem Discounter Aldi Suisse als Ankermieter und nicht wie ursprünglich angedacht mit der Schweizer Warenhauskette «Globus».